# Cyrtococcum humbertianum
Cyrtococcum humbertianum är en gräsart som beskrevs av Aimée Antoinette Camus. Cyrtococcum humbertianum ingår i släktet Cyrtococcum, och familjen gräs.
Artens utbredningsområde är Madagaskar. Inga underarter finns listade i Catalogue of Life.